# Rollo Armstrong
Rowland Constantine O'Malley Armstrong (Londres, 29 de abril de 1966), conocido como Rollo Armstrong, es un productor discográfico, compositor y cantante británico.
Es la mitad del equipo de productores musicales, discjockeys de remezclas Rollo y Sister Bliss y también el hermano mayor de Dido, a quien ayudó a escribir y producir los discos No Angel y Life For Rent, de los que se han vendido millones de copias. Es también uno de los componentes del grupo de música electrónica Faithless, que formó en 1995 con Sister Bliss, Jamie Catto y Maxi Jazz. En Estados Unidos, Rollo es más conocido por su trabajo de producción de los discos de Dido así como del disco debut de la cantautora Kristine W "Land of The Living".
Estudió en la Universidad de York donde fue miembro activo de la emisora de radio estudiantil URY.
Ha tenido bastantes éxitos musicales tanto a través de distintas bandas como en solitario, utilizando distintos apodos: Faithless, Rollo Goes..., Felix, Our Tribe (con Rob Dougan) y Dusted.
En 1991, Rollo fundó Cheeky Records y lanzó dos álbumes antes de que fracasara un año después debido a su falta de conocimientos empresariales. En ese momento intervino Champion Records, ayudándole con financiación y asesoramiento, lo que le permitió relanzar Cheeky en 1994 (hasta que BMG le compró su parte). En 1992 lanzó un sencillo titulado "Don't You Want Me?" (no confundir con la canción homónima de Human League de 1981), que fue tremendamente pinchada por DJs alrededor de todo el mundo convirtiéndose, de pronto, en un llena-pistas seguro. El videoclip de este tema tenía un aire bastante psicodélico: consistía únicamente en unos gráficos animados cuyo movimiento "de pulso" estaba perfectamente sincronizado con el beat, lo que recordaba a las demostraciones que se ejecutaban en los antiguos ordenadores domésticos. En aquel momento nadie tenía ni idea de quién se escondía detrás de Felix. No fue hasta bastantes meses después que se dio a conocer que había sido Rollo quien produjo este tema. Posteriormente, durante una entrevista en 2006 con Pete Tong en BBC Radio 1, Rollo confesó que sólo le pagaron 300 libras por hacer aquel tema. Rollo también coescribió la canción "Who Are You?" de la compositora australiana Katie Noona, la cual aparece en su disco "Skin".
Más recientemente, Rollo compuso la sintonía oficial de la Eurocopa 2008.

## Discografía

### Felix
- "Don't You Want Me" (Sencillo) (1992).
- "It Will Make Me Crazy" (Sencillo) (1992).
- "Stars" (Sencillo) (1993).
- "Fastslow" / "It's Me" (Promo) (1993).
- "Get Down" (Promo) (1993).
- "#1" (1993).

### Our Tribe
- "I Believe in You" (Sencillo) (1993).
- "Love Come Home" (Sencillo) (1994).

### The O.T. Quartet
- "Hold That Sucker Down" (Sencillo) (1994).

### Rollo Goes Camping
- "Get Off Your High Horse" (Sencillo) (1994).

### Rollo Goes Mystic
- "Love, Love, Love - Here I Come" (Sencillo) (1995).

### Rollo Goes Spiritual
- "Let This Be a Prayer" (Sencillo) (1996).

### Dusted
- "Swollen" (Dusted Vocal Mix)– Bent feat. Zoë Johnston (1999).
- When We Were Young (2001).
- "Always Remember to Respect and Honor Your Mother" (Sencillo) (2001).
- "Angel" (Dusted remix) – Sarah McLachlan (2001).
- The Dusted Variations, a set of covers included in Enigma's 15 Years After box set.

### Safe From Harm
El 28 de septiembre de 2005, Rollo Armstrong lanzó una versión revisada del disco de Dusted "When We Were Young" (2000), titulada Safe From Harm, acompañada de un libro ilustrado de 80 páginas, editado en tapa rústica, con el mismo título (ISBN 0-283-07031-5).
- R&D (2018)
- My boy
- Together
- Cards
- R+(2019)
- Summer dress
- Those were days

## Premios y reconocimientos
Premios Óscar
| Año  | Categoría              | Película  | Resultado |
| ---- | ---------------------- | --------- | --------- |
| 2011 | Mejor canción original | 127 horas | Nominado  |